# مجلس الفنون
مجلس الفنون هو منظمة حكومية أو خاصة غير ربحية مكرسة للترويج للفنون ؛ بشكل أساسي من خلال تمويل الفنانين المحليين ومنح الجوائز وتنظيم الأحداث الفنية. وغالبًا ما يعملون على بُعد ذراع من الحكومة لمنع التدخل السياسي في قراراتهم.

## قائمة مجالس الفنون
و يحتفظ الاتحاد الدولي لمجالس الفنون ووكالات الثقافة (IFACCA) بقائمة بمجالس الفنون الوطنية على موقعه الإلكتروني الموجدوة حول العالم.

### أمريكا الشمالية

#### كندا
- مجلس كندا

ريفي
- مجلس كولومبيا البريطانية للفنون
- مؤسسة ألبرتا للفنون
- مجلس الفنون ساسكاتشوان
- مجلس فنون مانيتوبا
- مجلس فنون أونتاريو
- Conseil des Arts et des lettres du Québec
- مجلس جزيرة الأمير إدوارد للفنون

البلدية
- مجلس الفنون في أوتاوا
- مجلس فنون كينجستون
- مجلس الفنون سودبيري
- مجلس الفنون ~ مرتفعات هاليبورتون

#### الولايات المتحدة الأمريكية
- الوقف الوطني للفنون (NEA)

المجالس الإقليمية
- اتحاد جنوب شرق جنوب الفنون
- مؤسسة ميد أتلانتيك ميد أتلانتيك للفنون
- مؤسسة شمال شرق نيو إنجلاند للفنون
- تحالف وسط أمريكا الوسطى للفنون
- فنون الغرب الأوسط
- اتحاد الفنون الغربية الغربية

##### الولايات

###### كاليفورنيا
- مجلس كاليفورنيا للفنون (CAC)
  - مقاطعة ألاميدا : لجنة الفنون في مقاطعة ألاميدا
    - مدينة ألاميدا : مجلس الفنون ألاميدا (AAC)

  - مقاطعة أمادور : Amador County Arts Council (ACAC)
  - مقاطعة كالافيراس : مجلس الفنون في مقاطعة كالافيراس
  - مقاطعة كونترا كوستا : لجنة الفنون والثقافة في مقاطعة كونترا كوستا
  - مقاطعة El Dorado: مجلس الفنون El Dorado (EDAC)
  - مقاطعة هومبولت : Humboldt Arts Council (HAC)
  - مقاطعة Inyo : مجلس Inyo للفنون
  - مقاطعة ليك : مجلس الفنون بمقاطعة ليك
  - مقاطعة لوس أنجلوس : LA County Arts Commission
    - مدينة لوس أنجلوس : إدارة الشؤون الثقافية بمدينة لوس أنجلوس

  - مقاطعة Madera : Madera County Arts Council
  - مقاطعة مارين : Marin Arts Council
  - مقاطعة ماريبوسا : مجلس الفنون بمقاطعة ماريبوسا
  - مقاطعة ميندوسينو : مجلس الفنون في مقاطعة ميندوسينو (ACMC)
  - مقاطعة ميرسيد : مجلس الفنون بمقاطعة ميرسيد (MCAC)
  - مقاطعة مودوك : Modoc County Arts Council
  - مقاطعة مونتيري : مجلس الفنون لمقاطعة مونتيري (ACMC)
  - مقاطعة نابا : Arts Council of Napa Valley (ACNV)
  - مقاطعة نيفادا : مجلس الفنون بمقاطعة نيفادا (NCAC)
  - مقاطعة أورانج : Arts Orange County (AOC)
  - مقاطعة Placer : Arts Council of Placer County (PlacerArts)
  - مقاطعة ريفرسايد : Riverside Arts Council (RAC)
  - مقاطعة ساكرامنتو : Sacramento Metropolitan Arts Commission (SMAC)
  - مقاطعة سان برناردينو : مجلس الفنون لمقاطعة سان برناردينو (ACSBCo)
  - مقاطعة سان دييغو: لجنة مدينة سان دييغو للفنون والثقافة
  - مقاطعة سان فرانسيسكو: لجنة الفنون في سان فرانسيسكو (SFAC)
  - مقاطعة سان لويس أوبيسبو: مجلس الفنون بمقاطعة سان لويس أوبيسبو
  - مقاطعة سانتا باربرا: لجنة الفنون بمقاطعة سانتا باربرا
  - مقاطعة سانتا كلارا : Arts Council Silicon Valley
  - مقاطعة Siskiyou : Siskiyou Arts Council
  - مقاطعة سولانو : مجلس الفنون بمقاطعة سولانو
  - مقاطعة سونوما : مجلس الفنون الثقافية لمقاطعة سونوما
  - مقاطعة سوتر : مجلس يوبا سوتر الإقليمي للفنون (YSRAC)
  - مقاطعة تولير : Arts Council of Tulare County
  - مقاطعة Tuolumne : Central Sierra Arts Council
  - مقاطعة Ventura : مجلس الفنون بمقاطعة Ventura
  - مقاطعة يولو : مجلس الفنون بمقاطعة يولو (YCAC)
  - مقاطعة يوبا : مجلس Yuba-Sutter الإقليمي للفنون (YSRAC)

###### فلوريدا
- مجلس فلوريدا كيز للفنون

###### مينيسوتا
- لجنة مينيابوليس للفنون

###### نيويورك
- مجلس ولاية نيويورك للفنون
- مقاطعة برونكس : مجلس برونكس للفنون
- مقاطعة كوينز : مجلس كوينز للفنون
- مقاطعة سوليفان: Delaware Valley Arts Alliance

###### شمال كارولينا
- مجلس هيلزبره للفنون
- مجلس الفنون في ونستون سالم ومقاطعة فورسيث [1]

###### أوريغون
لجنة أوريغون للفنون
مجلس الفنون في بحيرة أوسويغو

###### يوتا
- مجلس الفنون يوتا

### أوروبا

#### بلغاريا
- الصندوق الوطني للثقافة في بلغاريا

#### ألمانيا
- Akademie der Künste
- Kulturstiftung des Bundes

#### أيرلندا
- مجلس الفنون في أيرلندا

#### جزيرة آيل أوف مان
- مجلس الفنون في جزيرة مان [2]

#### النرويج
- نورسك كولتورد

#### السويد
- مجلس الفنون السويدي

#### المملكة المتحدة
- مجلس الفنون في بريطانيا العظمى - تم تقسيمه في عام 1994 إلى الثلاثة التالية:
  - مجلس الفنون إنجلترا
  - مجلس الفنون الإسكتلندي
  - مجلس الفنون في ويلز
- مجلس الفنون في أيرلندا الشمالية
- مؤسسة كايمان الثقافية الوطنية، جزر كايمان

### آسيا

#### الهند
- مركز أنديرا غاندي الوطني للفنون

#### باكستان
- مجلس الفنون الباكستاني، كراتشي
- المجلس الوطني الباكستاني للفنون

#### الفلبين
- اللجنة الوطنية للثقافة والفنون

### أفريقيا
- بوماس من كينيا
- Baraza la Sanaa la Taifa ، تنزانيا
- المجلس الوطني للفنون في زمبابوي

### أوقيانوسيا
- مجلس أستراليا للفنون
- الفنون الإقليمية أستراليا
- نيوزيلندا الإبداعية